# 2000年夏季奥林匹克运动会独立参赛者
四位來自东帝汶的運動員以個人參賽者參加2000年夏季奥林匹克运动会。
1999年的東帝汶根据獨立公投的結果宣布獨立，但是2000年悉尼奧運會前東帝汶仍未成为國際奧林匹克委員會的成員，因此國際奧委會批准4名東帝汶運動員以「個人運動員」身份參加賽事。東帝汶于2002年正式獨立后，于2004年奥运会上派出代表團參賽。